# Pont de Maria Cristina (Alcoi)
El Pont de Maria Cristina és un dels ponts que es troben a la ciutat d'Alcoi, a la comarca de l'Alcoià (País Valencià). És popularment conegut com a pont de Cervantes, doncs a l'altre costat del pont està el passeig de Cervantes, dedicat al famós escriptor en 1905.
Es denomina de Maria Cristina en homenatge a Maria Cristina de Borbó-Dues Sicílies, quarta esposa del rei Ferran VII d'Espanya. Permet creuar sobre el riu Barxell o Riquer, a les ribes del qual es conserven indústries centenàries que mantenen en peus els seus fumerals fabrils.
És a partir del primer terç del segle xix quan es realitzen les primeres obres civils que van permetre el creixement d'Alcoi, gràcies a la construcció del pont de Maria Cristina. les obres del qual es van iniciar en 1830 i van finalitzar en 1838.
El projecte inicial va ser encarregat a l'arquitecte municipal d'Alcoi, Juan Carbonell. A punt de concloure les obres, unes pluges torrencials van provocar l'aparició de clevills i desplomaments. Per a la seua reparació, es va sol·licitar la presència dels arquitectes de la Reial Acadèmia de Belles arts de Sant Carles de València, Manuel Fornés i José Serrano. L'execució de la reforma la va realitzar l'arquitecte Jorge Gisbert.
El pont és una obra de mamposteria, anterior a l'ús de les noves tècniques del ferro i el formigó. Està format per grans piles de pedra, mentre que la barana i els fanals són de fosa. Els arcs laterals són també de pedra i de forma ogival. Per contra, l'arc central, de major dimensió, és de mig punt.